# Dmitry Mikhaylovich Abyzov
Dmitry Mikhaylovich Abyzov (tiếng Nga: Дми́трий Миха́йлович Абы́зов; sinh ngày 24 tháng 7 năm 1992) là một cầu thủ bóng đá người Nga. Anh thi đấu cho F.K. Spartak Kostroma.